# Pierre-Louis Agie
Pierre-Louis Agie, auch Agis, (russisch Пётр Петрович Ажи; * 1752 in Frankreich; † 10. Märzjul. / 22. März 1828greg. in St. Petersburg) war ein französisch-russischer Bildhauer, Gießer und Ziseleur.

## Leben
Agie wuchs in Frankreich auf und wurde Bildhauer. 1781 ging er aufgrund der allgemeinen Einladung Katharinas II. nach St. Petersburg.
Agie wurde 1796 zum Lehrmeister der Klasse für ornamentale Skulptur der Kaiserlichen Akademie der Künste (IACh) ernannt. Dort lehrte er die Bildhauerei und besonders das Gießen und Ziselieren der Bronze-Figuren. Nach seinen Arbeiten für die Michaelsburg wurde er 1800 zum Akademiker der ornamentalen Skulptur ernannt. Nach der Auflösung der Klasse für ornamentale Skulptur blieb Agie in der IACh und hatte einige Schüler (bis 1812).
Agie hatte eine eigene Werkstatt. Zusätzlich zu den Arbeiten für die Michaelsburg übernahm er die skulpturelle Gestaltung  für das Anitschkow-Palais und den Michailowski-Palast sowie auch für die Kasaner Kathedrale und die Isaakskathedrale. Er arbeitete mit dem Architekten und Bildhauer Andrei Woronichin zusammen. Agie schuf eine Büste Katharinas II. als Minerva. Russland verließ er nur für seinen vierjährigen Auslandsurlaub 1804–1808. Agie schuf 1816–1818 Denkmäler für die Andrei-Kathedrale im Dorf Grusino beim Herrenhaus des Grafen Alexei Araktschejew im Gouvernement Nowgorod.
Agie war Freimaurer und Mitglied der Freimaurerloge Palästina, zu der viele der in St. Petersburg lebenden Franzosen gehörten.
Agie starb an Paralyse und hatte keine Erben.
2017 wurde eine Skulptur Agies von Christie’s verkauft.